# Myszków
Myszków là một thị trấn thuộc huyện Myszkowski, tỉnh Śląskie ở nam Ba Lan. Thị trấn có diện tích 74 km². Đến ngày 1 tháng 1 năm 2011, dân số của thị trấn là 32721 người và mật độ 445 người/km².